# Jesus är min Frälsare
Jesus är min Frälsare är en sång med text från 1892 av Richard Slater och musik från 1889 av Herbert Booth.

## Publicerad i
- Musik till Frälsningsarméns sångbok 1907 som nr 240.
- Frälsningsarméns sångbok 1929 som nr 297 under rubriken "Jubel, erfarenhet och vittnesbörd".
- Frälsningsarméns sångbok 1968 som nr 398 under rubriken "Erfarenhet och vittnesbörd".
- Frälsningsarméns sångbok 1990 som nr 570 under rubriken "Erfarenhet och vittnesbörd".